# У цирульні
«У цирульні» (рос. В цирульне) — оповідання А. П. Чехова, вперше опубліковане 1883 року.

## Історія
Оповідання А. П. Чехова «У цирульні» написане в 1883 році, вперше опубліковане в 1883 році в журналі «Зритель» № 10 від 7 лютого під заголовком «Драма в цирульні» і підписом: «Людина без селезінки»; оповідання увійшло до зібрання творів А. П. Чехова, видаване А. Ф. Марксом.
Для зібрання творів автор змінив в оповіданні образи персонажів і їхню мову.
За життя Чехова оповідання перекладалося угорською, німецькою, польською, сербськохорватською, фінською, чеською та шведською мовами.
Семантика жесту в оповіданні «У цирульні» розбирається сучасним літературознавцем Івановою.
У 1977 році за мотивами оповідань А. П. Чехова, включаючи оповідання «У цирульні» на Мосфільмі знято художній фільм «Смішні люди!».

## Сюжет
З раннього ранку господар цирульні біля Калузьких воріт, Макар Кузьмич Бльосткін, займається прибиранням закладу — маленької цирульні. Смикнувши дзвіночок, входить хрещений батько Макара Кузьмича, Ераст Іванич Ягодов. Він займається слюсарством і прийшов сюди аж від Красного ставу.
Ягодов скаржиться на гарячку, після якої вирішив підстригтися і просить, щоб наголо, як у татарина. Господар його стриже. У розмові з'ясовується, що Ягодв засватав доньку за Шейкіна, але до неї мав почуття і Макар Кузьмич. Він дивується, як таке може бути, адже після смерті батька Макара Кузьмича, Ягодов взяв у нього диван і десять рублів грошей і тому не повернув. Ягодов, засоромлює Макара Кузьмича: «Який же ти молодий, Макаре? Хіба ти молодий? Ні грошей, ні звання, ремесло дріб'язкове…». У Шейкіна ж «в заставі лежить півтори тисячі».
Від такої звістки Макар Кузьмич більше не може стригти і просить Ягодова віддалитися. У Ераста Івановича половина голови залишилася вистрижена догола і він став схожий на каторжника. Він огортає голову шаллю і йде. Але на другий день знову приходить і просить його достригти. Однак Макар Кузьмич просить оплатити заздалегідь роботу. Такий зворот справи не подобається Ерасту Івановичу, стрижку за гроші він вважає розкошами. Він мовчки йде і чекає, коли на лисій половині голови волосся саме відросте. Таким остриженим на половину він і гуляв на весіллі своєї дочки.